# Beozia
La Beozia (in greco antico: Βοιωτία?, Boiōtíā; in latino Boeotia) è una regione storica dell'antica Grecia.

## Geografia
La Beozia antica confinava a nord con la Locride, a nord-est con il canale d'Eubea, a ovest con la Focide, a sud con il golfo di Corinto, la Megaride e l'Attica. La parte sudorientale della Beozia era montuosa, le altre zone erano invece pianeggianti. Al centro della zona pianeggiante vi era il lago Copaide, prosciugato poi ai primi del 1900, le cui inondazioni erano molto favorevoli per la produttività agricola, ma rendevano il territorio paludoso e malarico. Diversamente dalle altre regioni dell'antica Grecia, l'economia della Beozia era quasi esclusivamente agricola. Dei monti che circondavano la Beozia basterà ricordare il Parnaso, l'Elicona e il Citerone; tra i fiumi, il Cefiso, che alimentava il lago Copaide.

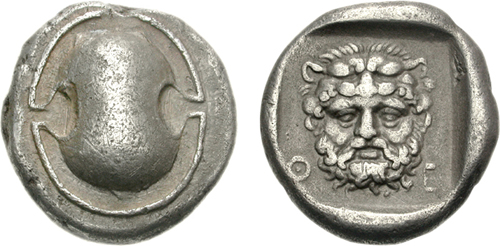
Moneta d'argento con scudo beota (V secolo a.C.)

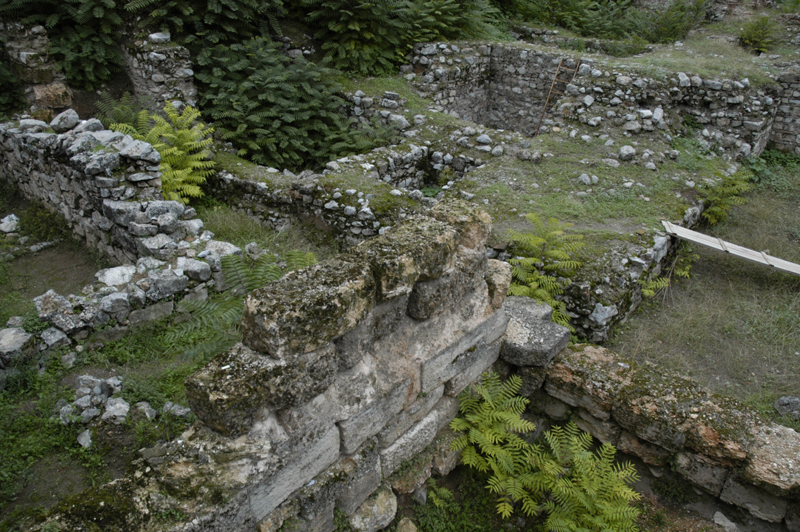
Tebe, resti della rocca Cadmea

Le città principali erano: Tebe, Orcomeno, Aliarto, Cope, Aspledone, Coronea, Platea, Gla, Leuttra, Tanagra e Tespie.
Sebbene la Beozia fosse patria di persone insigni (per es. Esiodo, Pindaro, Corinna, Epaminonda, Plutarco, ecc.) per gli ateniesi "beota" era sinonimo di persona dappoco e stupida. Il disprezzo aveva alla base la struttura economica delle due società: la Beozia era una regione agricola e gli abitanti delle aree rurali sono stati spesso oggetto di disprezzo da parte di mercanti e borghesi.
La lingua parlata in Beozia era un particolare dialetto eolico, e in eolico erano scritte "le poesie" di Corinna; Pindaro adoperò invece il dialetto dorico.

## Storia

Una mappa della Beozia antica

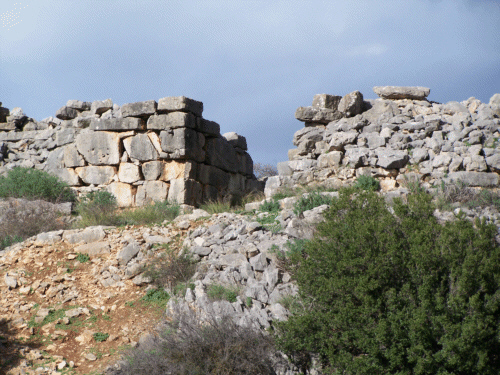
Beozia, mura ciclopiche (età micenea)

La Beozia era popolata già in epoche molto antiche; ma sugli antichissimi abitanti della Beozia, a parte i rilievi archeologici, si hanno soltanto notizie leggendarie. Secondo gli antichi storici, i primi popoli della regione furono gli Ecteni, i sudditi del re Ogige, che perirono a causa di una pestilenza. Seguirono gli Ianti e gli Aoni. Con l'arrivo di Cadmo dalla Fenicia, gli Ianti avrebbero abbandonato la Beozia, mentre gli Aoni si sarebbero fusi con i sudditi di Cadmo.
I più antichi resti archeologici risalgono all'età del rame. In seguito, in età micenea, in Beozia fiorirono importanti centri, soprattutto Tebe e Orcomeno: erano città ricche ed opulente la cui economia si basava soprattutto sulla coltura del grano e sull'allevamento dei cavalli. Dapprima fu forse Orcomeno a esercitare il primato su tutta la Beozia; ma con il tempo Tebe crebbe di importanza a tal punto che la storia della Beozia si identificò con quella di quest'ultima città. È possibile che in origine, in base ai nomi di antichi re ricordati dalla tradizione, le città della Beozia avessero ordinamenti monarchici; alcuni storici sostengono invece che il paese fosse fin dall'inizio diviso in 13 o 14 repubbliche città unite in una confederazione detta "lega beotica" (o panbeotica) retta da 4 consigli presieduti da un beotarco di nomina annuale. La lega beotica era pertanto una confederazione fondata sulla sympoliteia, ma sotto l'egemonia (ossia, il comando in caso di guerra) di Tebe. La lega aveva per centro il tempio di Atena Itonia a Coronea, dove si celebravano le Pambeozie; altro importante centro religioso era il sacrario di Poseidone a Onchesto. Sono note monete di argento della lega beotica dalla metà del VI secolo a.C.
Nel V secolo a.C. la Beozia fu coinvolta nelle guerre persiane. Già nel 519 a.C. Platea si era staccata dalla lega beotica alleandosi con Atene e fu l'unica alleata di Atene durante la prima guerra persiana (490 a.C.). Alla ripresa della guerra (Seconda guerra persiana) anche i Beoti aderirono alla lega ellenica antipersiana; nel 480 a.C. Tebe tuttavia si arrese a Serse, dopo l'annientamento dei trecento Spartani di Leonida nella battaglia delle Termopili, mentre il resto della Beozia fu devastato dai Persiani, come l'Attica. Pertanto, dopo la battaglia di Platea (479 a.C.), Tebe fu invasa da un esercito panellenico guidato da Pausania e il governo oligarchico venne sostituito da un governo democratico. Atene costrinse tutte le città della Beozia a riconoscere la sua supremazia.
La Beozia riconquistò l'indipendenza dieci anni dopo, in seguito alla sconfitta di Atene a Coronea (447 a.C.). La successiva disfatta ateniese nella battaglia di Delio (424 a.C.) mise fine alle speranze di Atene di predominio sulla Beozia. La lega beotica ebbe una nuova costituzione oligarchica su cui abbiamo notizie attraverso le Elleniche di Ossirinco: la Beozia venne divisa in 11 distretti, ognuno dei quali eleggeva un membro del collegio di 11 beotarchi, e una bulè di 660 membri (60 per ogni beotarco) di cui 240 forniti da Tebe che aveva 4 polemarchi. In tal modo la Beozia si organizzò come uno Stato sovrano.
Durante la guerra del Peloponneso Tebe si barcamenò fra i due principali contendenti cambiando talora schieramento. Dapprima fu alleata di Sparta e nel 427 a.C. distrusse Platea, alleata di Atene. In seguito si alleò con Atene; anzi Trasibulo, che si era rifugiato a Tebe dopo che i Trenta tiranni avevano preso il potere ad Atene (404 a.C.), proprio da Tebe si mosse per la riscossa democratica ad Atene.
Nel IV secolo a.C. si ebbe, sia pure per breve tempo, l'egemonia tebana sul resto della Grecia.
Durante la guerra di Corinto (395-386 a.C.) Tebe fu alleata di Atene. Nel 373 a.C. Tebe distrusse ancora una volta Platea, e poi sconfisse gli Spartani a Leuttra (371 a.C.); in questo periodo, sotto il comando di Pelopida e di Epaminonda i Tebani arrivarono persino a Sparta, fino ad allora mai violata. Le morti di Pelopida nella battaglia di Cinocefale (364 a.C.) e di Epaminonda nella battaglia di Mantinea (362 a.C.) posero fine all'egemonia tebana.
Tebe, alleandosi con Atene, tentò di arrestare l'egemonia macedone di Filippo II in Grecia per cui, dopo la battaglia di Cheronea (338 a.C.) subì la dura vendetta di Filippo. Nel 335 a.C. si ribellò, con Atene, al dominio macedone, ingannata dalla falsa notizia della morte di Alessandro Magno; la vendetta di Alessandro fu atroce: Tebe fu tutta distrutta, eccetto la casa dove era nato Pindaro, e gli abitanti venduti come schiavi.
Nel 316 a.C. Tebe fu ricostruita da Cassandro I; e anche la lega beotica fu ricostituita. Essendosi tuttavia la lega ribellata a Demetrio Poliorcete (293 a.C.), furono sospese le garanzie costituzionali e fu nominato un armosta nella persona dello storico Ieronimo di Cardia.
Nel 146 a.C. la lega beotica fu sciolta dai Romani e la regione non ebbe più importanza militare autonoma. La decadenza della Beozia fu tale che nel II secolo d.C. era abitata solo la Cadmea, ossia la rocca di Tebe.